# زهرة الحبلى اللاطئة
زهرة الحبلى اللاطئة (الاسم العلمي:Enkianthus subsessilis) هي نوع من النباتات تتبع جنس زهرة الحبلى من الفصيلة الخلنجية.